# Vela bandhavya
Vela bandhavya — вид прісноводних крабів родини Gecarcinucidae. Описаний у 2023 році.

## Поширення
Ендемік Індії. Поширений у центральній частині Західних Гат в окрузі Північна Каннада у штаті Карнатака.